# Heather Couper
Heather Anita Couper (Wallasey, 2 giugno 1949 – Aylesbury, 19 febbraio 2020) è stata un'astronoma, giornalista e divulgatrice scientifica britannica.
Dopo aver studiato astrofisica all'Università di Leicester e aver svolto ricerche sugli ammassi di galassie all'Università di Oxford, Couper è stata nominata docente presso il l'Osservatorio Reale di Greenwich. Successivamente ha ospitato due serie sulla televisione Channel 4 - The Planets e The Stars - oltre a fare molte apparizioni in TV. Alla radio, Couper ha presentato il pluripremiato programma Britain's Space Race, nonché la serie di 30 puntate Cosmic Quest per BBC Radio 4. Couper è stata presidente della British Astronomical Association dal 1984 al 1986 ed è stata professoressa di astronomia a tempo indeterminato al collegio Gresham, Londra. Ha fatto parte della Millennium Commission, per la quale è stata nominata CBE nel 2007. L'asteroide 3922 Heather è chiamato in suo onore.

## Biografia

### Primi anni di vita
Nata il 2 giugno 1949 a Wallasey, nel Cheshire, Couper era l'unico figlio di George Couper e Anita Couper (nata Taylor). All'età di sette o otto anni, stava guardando gli aerei nel cielo notturno perché suo padre era un pilota di linea, quando ha assistito inaspettatamente a una meteora verde brillante. I suoi genitori dicevano che non esisteva una cosa del genere; ma il giorno successivo un titolo di giornale si riferiva a una "stella cadente verde" e Couper decise allora di diventare un astronomo.
Ha frequentato la St Mary's Grammar School (fusa con la St. Nicholas Grammar School nel 1977 per diventare la Haydon School) in Wiltshire Lane a Northwood Hills, nel Middlesex.
All'età di 16 anni, scrisse all'astronomo amatoriale e divulgatore scientifico britannico Patrick Moore chiedendogli se sarebbe stata in grado di intraprendere una carriera nell'astronomia, e ricevette la risposta "essere una ragazza non è affatto un problema"!

### Astronomia
Dopo due anni come tirocinante manageriale, con il negozio di moda Peter Robinson e la sua divisione Top Shop (ora Topshop), Couper è entrata a far parte dell'Osservatorio di Cambridge come assistente di ricerca nel 1969, diventando Fellow della Royal Astronomical Society nel 1970. Si è laureata all'Università di Leicester nel 1973 con una laurea in Astronomia e Fisica. A Leicester, ha incontrato il collega studente di astronomia Nigel Henbest; hanno formato una partnership di lavoro - Hencoup Enterprises - che si concentra sulla divulgazione dell'astronomia. Ha poi svolto ricerche presso il Dipartimento di Astrofisica dell'Università di Oxford, mentre era studentessa post laurea al Linacre College di Oxford.
Dal 1977 al 1983, Couper è stata Senior Lecturer al Caird Planetarium dell'Old Royal Observatory di Greenwich (sostituito nel 2007 dal Peter Harrison Planetarium), lasciando per diventare uno scrittore e giornalista freelance. Nel 1984 è stata eletta Presidente della British Astronomical Association, prima donna e seconda persona più giovane a ricoprire la carica. Couper è stata presidente della Junior Astronomical Society (ora Society for Popular Astronomy) nel 1987-9. Il London Planetarium ha invitato Couper a scrivere e presentare il suo nuovo grande spettacolo pubblico del 1988, Starburst!
Couper è stata nominata Professore di Astronomia al Gresham College nel 1993 – la prima professoressa donna nei 400 anni di storia del college – e ha ricoperto la carica fino al 1996.
Dal 1978, Couper ha scritto oltre 40 libri divulgativi sull'astronomia e lo spazio, molti dei quali in collaborazione con Henbest. Secondo un recensore, Couper e Henbest sono "grandi narratori con un occhio per i personaggi colorati".
I suoi articoli sono apparsi nelle principali riviste di astronomia e scienza, tra cui BBC Sky at Night, BBC Focus e New Scientist. Era un editorialista per il quotidiano online The Independent.
Nel 1999, la Royal Astronomical Society e La Société Guernesiaise hanno invitato Couper a tenere conferenze sull'imminente eclissi solare totale, la prima visibile dalle isole britanniche dal 1927. Couper ha anche guidato spedizioni per osservare le eclissi totali di Sole a Sumatra (1988) , Hawaii (1991), Aruba (1998), Egitto (2006), Cina (2009) e Tahiti (2010).

### Apparizioni pubbliche
I tour internazionali di conferenze e gli impegni nel parlare in pubblico di Couper hanno spaziato dagli Stati Uniti alla Cina; dalla Colombia alla Nuova Zelanda. È stata ospite di celebrità nel viaggio inaugurale della nave da crociera P&O Arcadia e ha tenuto presentazioni su Queen Mary 2 e Queen Victoria di Cunard. Nel 1986, Couper era a bordo del Concorde durante il suo primo volo da Londra ad Auckland, in Nuova Zelanda, come l'astronomo responsabile di mostrare ai passeggeri la cometa di Halley mentre volava a 18.000 metri sopra l'Oceano Indiano.
Couper è apparso in molti festival, tra cui il Brighton Festival, il Cheltenham

### Radio
Couper ha presentato molti programmi e serie su BBC Radio 4, tra cui la serie dal vivo di Starwatch, Worlds Beyond e The Modern Magi. Ha vinto il Sir Arthur Clarke Award nel 2008 per la corsa allo spazio della Gran Bretagna su Radio 4's Archive Hour.
Ha anche fatto numerose apparizioni su BBC Radio 2, Radio 4 e Radio 5Live, nonché su stazioni radio regionali e locali in tutto il Regno Unito. Nel 2008 Couper ha presentato la serie Cosmic Quest di Radio 4 di 30 x 15 minuti, sulla storia dell'astronomia.
Le sue serie principali per la BBC World Service Radio spaziavano da A Brief History of Infinity e The Essential Guide to the 21st Century, alla lunga visione di Seeing Stars (presentata con Nigel Henbest).
Al di fuori dell'astronomia, Couper è stata presentatrice ospite dei programmi di punta di Radio 4 Woman's Hour, John Dunn Program e Start the Week. Ha mostrato i suoi interessi nella letteratura e nella storia locale presentando episodi di Radio 4's With Great Pleasure e Down Your Way, e nella musica classica selezionando la sua "pick of the Proms" per In Tune su BBC Radio 3.

### Apparizioni televisive
Couper è apparsa come un'esperta di astronomia in programmi di notizie e attualità e ha presentato molte serie e programmi, principalmente su Channel 4.
Le sue prime apparizioni televisive sono state come ospite in The Sky at Night, una serie di lunga data condotta da Patrick Moore. Couper (con Terence Murtagh) ha presentato la serie per bambini del 1981 Heavens Above, prodotta dalla Yorkshire Television per la rete ITV.
Nel 1985, Couper ha presentato la serie in sette puntate The Planets per Channel 4, seguita nel 1988 dalla serie in sei puntate The Stars. I suoi ruoli di presentazione televisiva includevano The Neptune Encounter (ITV), A Close Encounter of the Second Kind (Horizon, BBC2) e Stephen Hawking: a Profile (BBC4).
Ha narrato molti programmi TV reali, che vanno da Ekranoplan: The Caspian Sea Monster (Channel 4) a Raging Planet (Discovery Channel).